# فنلنديون ناطقون بالسويدية

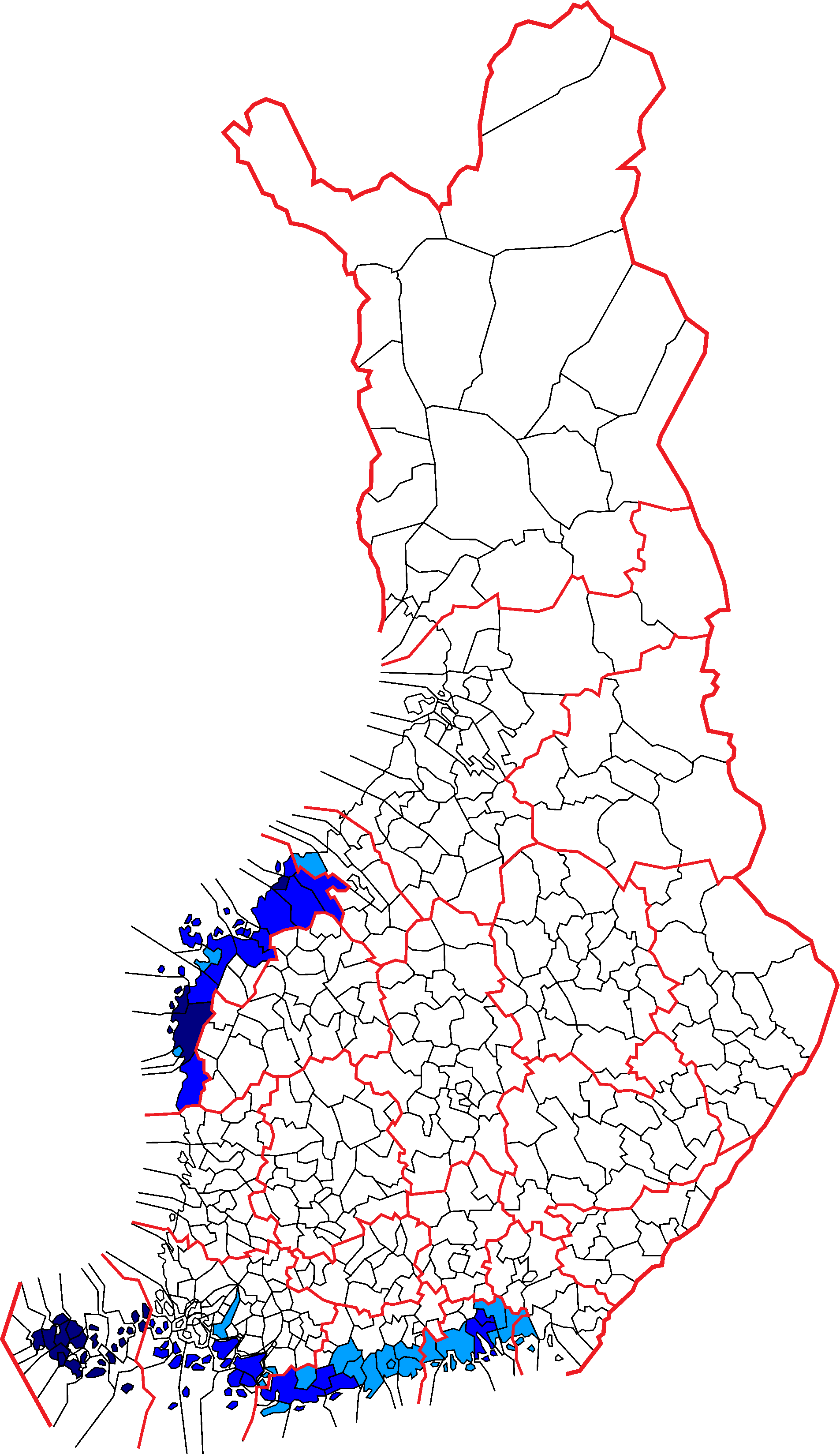
بلديات أحادية اللغة وهي الفنلندية (لا تظهر البلديات السامية ثنائية اللغة)
بلديات ثنائية اللغة والفنلندية هي لغة الأغلبية
بلديات ثنائية اللغة والسويدية هي لغة الأغلبية
بلديات أحادية اللغة وهي السويدية الناطقة (بما في ذلك أولند) يعيش أكثر من 17000 من الفنلنديين الناطقين السويدية في بلديات أحادية اللغة وهي الفنلندية، وبالتالي هم ليسوا ممثلين على الخريطة.

الفنلنديون الناطقون بالسويدية (بالسويدية: Finlandssvenskar؛ بالفنلندية: Suomenruotsalaiset) أقلية لغوية في فنلندا. يحافظون على هوية قوية وينظر لهم باعتبارهم مجموعة فرعية متميزة للشعب الفنلندي أو مجموعة عرقية منفصلة أو حتى على جنسية مختلفة. يتكلمون لهجات متميزة ولغة صحيحة وتسمى كلاهما سويدية فنلندا (finlandssvenska) وهي مفهومة مع اللهجات المحكية في السويد، كما هو الحال مع اللغات الإسكندنافية.
السويدية هي اللغة الأم لحوالي 275000 شخص في فنلندا والبر الرئيسى من حوالي 25000 شخص في آلاند، تمثل معا حوالي 5،5% من مجموع السكان أي حوالي 5،1% من دون آلاند. وكانت نسبة التناقص باطراد منذ أوائل القرن التاسع عشر، عندما كان السويدية اللغة الأم لحوالي 15% من السكان. ومع ذلك، وفقا لتحليل إحصائي بواسطة Finnäs Fjalar، حالة الأقلية اليوم مستقرة.